# Вадюнина, Александра Фёдоровна
Александра Фёдоровна Вадюнина (1907—1994) — российский учёный в области физики и мелиорации почв, доктор биологических наук, профессор факультета почвоведения МГУ.

## Биография
Родилась 16 июня 1907 года в деревне Захаровка (сейчас — в Ольховском районе, Волгоградская область).
С 1925 г. училась в Кубанском сельскохозяйственном институте, 1928 г. перевелась в Московскую сельскохозяйственную академию им. К. А. Тимирязева, где её преподавателями были А. Г. Дояренко, Д. Н. Прянишников, В. Р. Вильямс.
С 1935 года и до последних дней жизни работала в Московском государственном университете им. М. В. Ломоносова. Много лет была начальником Сталинградского (Волгоградского) стационара Комплексной экспедиции по полезащитному лесоразведению Академии наук СССР.
Во время Великой Отечественной войны работала в Ашхабаде (1941—1942) — по повышению устойчивости аэродромных покрытий; в Свердловске (1942—1943) — по выявлению территорий, пригодных для ведения сельского хозяйства.
Летом 1941 года вошла в комплексную бригаду, возглавляемую профессором Н. А. Качинским, по научной разработке вопросов для строительства аэродромов и аварийных водоёмов. До октября 1941 года комплексная бригада работала в Москве. Вадюнина и Н. А. Качинский предложили несколько конструкций наливных водоёмов и нефтеёмов. Бригадой в основном была решена проблема закрепления лётного поля для дерново-подзолистых почв. Работы бригады были продолжены в эвакуации. В Туркмении бригада провела всестороннее изучение различных почв в целях постройки аэродромов и осуществила опытное строительство для проверки разработанных методов закрепления почвы и предлагаемых способов борьбы с пылью на лётных полях. В Туркмении в опытном строительстве были также испытаны различные методы создания противофильтрационной одежды на водоёмах. Вадюнина и Н. А. Качинский консультировали строительство крупного водоёма производственного и оборонного значения. После переезда университета в Свердловск направление деятельности бригады изменилось. Бригадой было осуществлено почвенно-мелиоративное обследование промышленных районов Зауралья и Предуралья на предмет выделения земель, пригодных для сельскохозяйственного освоения, и, в частности, для расширения площадей под овощные культуры для снабжения населения.
Участвовала в экспедиции по отбору земель для сельскохозяйственного освоения, по итогам которой написана монография «Опыт агрофизической характеристики почв на примере Центрального Урала». За неё удостоена премии имени В. В. Докучаева.
Старший преподаватель, доцент кафедры физики и мелиорации почв биолого-почвенного факультета (1953—1973). Профессор кафедры физики и мелиорации почв факультета почвоведения (1973—1994).
Научные интересы:
- физико-механические свойства почв,
- тяговые характеристики сельскохозяйственных машин и орудий в зависимости от свойств почв и их воздействия на свойства почвы,
- методы измерения влажности, электрических свойств почв.
- биологическая мелиорация почв,
- трансформация почв под влиянием электрических и магнитных полей,
- диагностирование почв по их магнитной восприимчивости.

В 1967 г. защитила докторскую диссертацию на тему «Агрофизическая и мелиоративная характеристика каштановых почв юго-востока Европейской части СССР». По её материалам в 1970 г. опубликована монография.
Под её руководством подготовлено 30 кандидатов наук (в том числе из Индии, Египта, Китая).
Автор (соавтор) 10 монографий, учебного пособия «Методы исследования физических свойств почв и грунтов» (выдержавшего 2 издания), около 200 научных статей.
Награждена орденом «Знак Почёта», 5 медалями. Лауреат премии им. В. В. Докучаева (1949, совместно с Н. А. Качинским и З. А. Корчагиной).
Умерла 20 октября 1994 года в Москве.